# Grave (kommun)

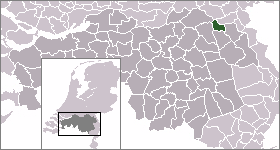
Lägeskarta.

Grave är en kommun i provinsen Noord-Brabant i Nederländerna. Kommunens totala area är 28,04 km², varav 0,83 km² är vatten, och invånarantalet är 12 437 invånare (1 januari 2020). John S. Thompson-bron över floden Maas var ett av anfallsmålen under Operation Market Garden.